# 키노데스메

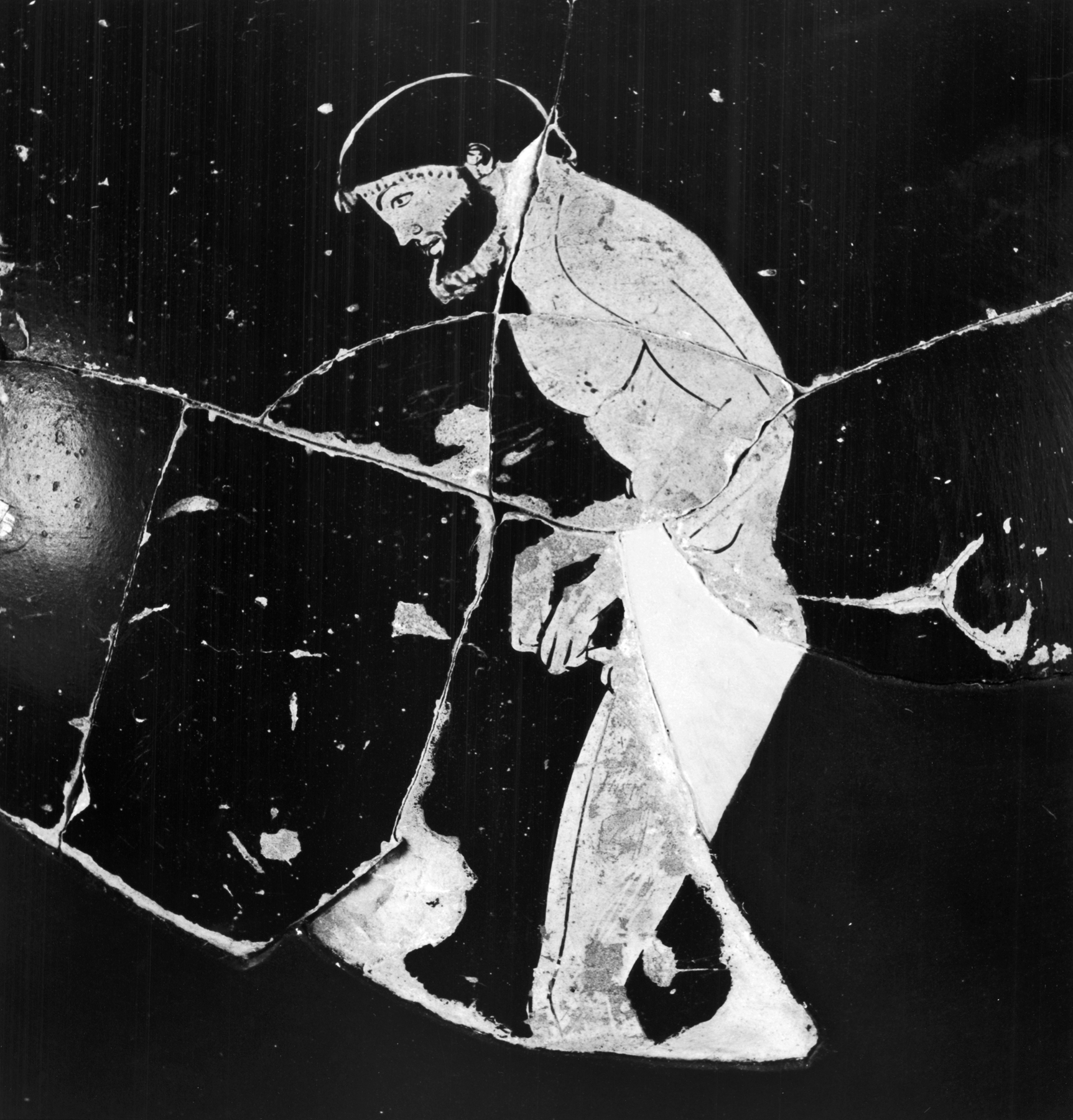
자신의 포피를 묶는 운동 선수.(기원전 480년경 시리스코스 페인터의 프시크테르)

키노데스메(그리스어: κυνοδέσμη→개 매듭)는 고대 그리스와 에트루리아의 운동 선수가 공공에서 귀두를 노출하지 않기 위해 착용했던 가는 줄이나 끈, 가죽 끈이다. 귀두 끝에 늘어진 포피 부분을 단단히 묶어서 착용한다. 키노데스메는 공공장소에서 일시적으로 착용하는 것으로, 착용이 끝나면 다시 풀어야 한다. 착용할 때 음낭을 드러내도록 허리 끈에 달아둘 수 있고, 음경의 뿌리에 묶어 위쪽으로 동그랗게 말 수도 있다. 고대 그리스에서 귀두를 공공에 노출하는 것은 불명예스럽고 수치스러운 행위로 여겨졌으며, 노예와 야만인이 하는 짓이었다. 공공장소에서 나체를 보이는 운동 선수나 배우 등의 남성에게는 정숙과 품위가 요구되었고, 이들은 반드시 귀두를 숨겨야 했다.
문학에서 키노데스메가 처음 언급된 작품은 일부만이 전해지는 아이스킬로스의 기원전 5세기 사티로스극 Theoroi이다. 고대 그리스 도기의 운동 선수 모습에서 일찍이 그 증거가 발견되었다. 키노데스메는 에트루리아인과 로마인도 사용하였으며, 리가투라 프라푸티(ligatura praeputii)라고 불렀다. 로마인은 끈보다 피불라라고 부르는 고리를 사용하는 편을 선호했다.
그리스와 로마의 의학에서는 정액을 자주 배출하면 남성이 약해지고, 특히 남성적인 목소리에 악영향을 미친다고 생각했다. 고대 로마의 가수들은 목소리를 보호하는 요법으로 키노데스메와 같은 비수술적 포피 묶기 형태를 사용했을 것으로 보인다.

## 같이 보기
- 코테카
- 음부 봉쇄

## 참고 문헌
- Hodges FM. The Ideal Prepuce in Ancient Greece and Rome: Male Genital Aesthetics and Their Relation to Lipodermos, Circumcision, Foreskin Restoration, and the Kynodesme. Bulletin of the History of Medicine 2001;75:375–405.
- Osborne, Robin (2004). 《Greek History》. London and New York: Routledge. ISBN 0-415-31717-7. page 10
- Keuls, Eva (1985). 《Reign of the Phallus》. Berkeley and Los Angeles, California: University of California Press. ISBN 0-520-07929-9. page 68